# ДР Мотор къмпани
„ДР Автомобили“ (с предишно  наименование: „ДР Мотор Къмпани“) е италиански автомобилен производител.

## История
Компанията е основана през 2006 година от италианския предприемач Масимо Ди Рисио. Компанията се занимава с дизайн и производство на автомобили. Първият автомобил, представен през 2006 година, е високопроходимият автомобил ДР5. Автомобилът е базиран на китайския автомобил Шери. Автомобилът използва части от немския производител Бош. Компанията е базирана в Макия д'Изерния.

## Галерия
- ДР5
- ДР Сити Крос
- ДР0
- ДР1
- ДР2
- ДР3